# Юний Мавриций
Юний Мавриций (на латински: Junius Mauricus) е сенатор на Римската империя през 1 век, приятел на Плиний Млади.
Той произлиза от значимата фамилия Юнии, брат на философa стоик Квинт Юний Арулен Рустик, който е суфектконсул през 92 и през 93 г. е екзекутиран по нареждане на император Домициан. Тогава Юний Мавриций е изгонен от Домициан и върнат от император Нерва.